# Rhithrogena brunneotincta
Rhithrogena brunneotincta je druh jepice z čeledi Heptageniidae. Žije v Severní Americe. Jako první tento druh popsal kanadský entomolog James Halliday McDunnough v roce 1933.